# فلوئور-۱۸
فلوئور-۱۸ (۱۸F) یک ایزوتوپ پرتوزا از عنصر فلوئور است که منبع مهمی برای پوزیترون‌ها محسوب می‌شود. جرم این ایزوتوپ (۶)۱۸٫۰۰۰۹۳۸۰ u و نیمه‌عمر آن (۲۰)۱۰۹٫۷۷۱ دقیقه است. ۹۷٪ جرم این ایزوتوپ با نشر پوزیترون و ۳٪ از آن با گیراندازی الکترون واپاشی می‌شود و در هر دو حالت واپاشی، اکسیژن-۱۸ پایدار تولید می‌کند.